# 펄 시스터즈
펄 시스터즈는 대한민국의 여성 듀오로 배인순, 배인숙 두 자매로 구성되어 있다. 트로트가 주를 이루던 시절 신중현이 만든 실험적인 음악을 가지고 등장하여 많은 인기를 끌었다. 1969년 '커피 한 잔'이라는 노래로 MBC 10대 가수 가요제에서 가수왕상을 받으며 걸그룹 최초로 가요대상 수상, 걸그룹 최초로 공중파 가요대상 수상, 걸그룹 최초로 데뷔곡으로 가요대상 수상이라는 화려한 업적을 남겼다. 가요계에서 최초로 대상을 받은 걸그룹은 핑클이라고 알려져 있는데 이는 잘못된 사실이며, 펄시스터즈가 최초이다.
40년만인 2011년 12월 31일 KBS TV 50년 쇼는 즐거워에 출연 하였다.

## 음반
- 1968년 - 데뷔음반 - 《님아/떠나야할 그사람/커피한잔》
- 1969년 - 《아이러브유》
- 1971년 - 《(속)님아!》
- 1973년 - 《나만을 사랑해줘요/맥시 아가씨》
- 1976년 - 《펄시스터즈 스테레오일대작/슬퍼도 떠나주마/비》